# Mervue United Association Football Club
Il Mervue United Association Football Club è una società calcistica irlandese con sede nella città di Galway.
Milita in FAI First Division, la seconda divisione del calcio irlandese.